# Polygonales

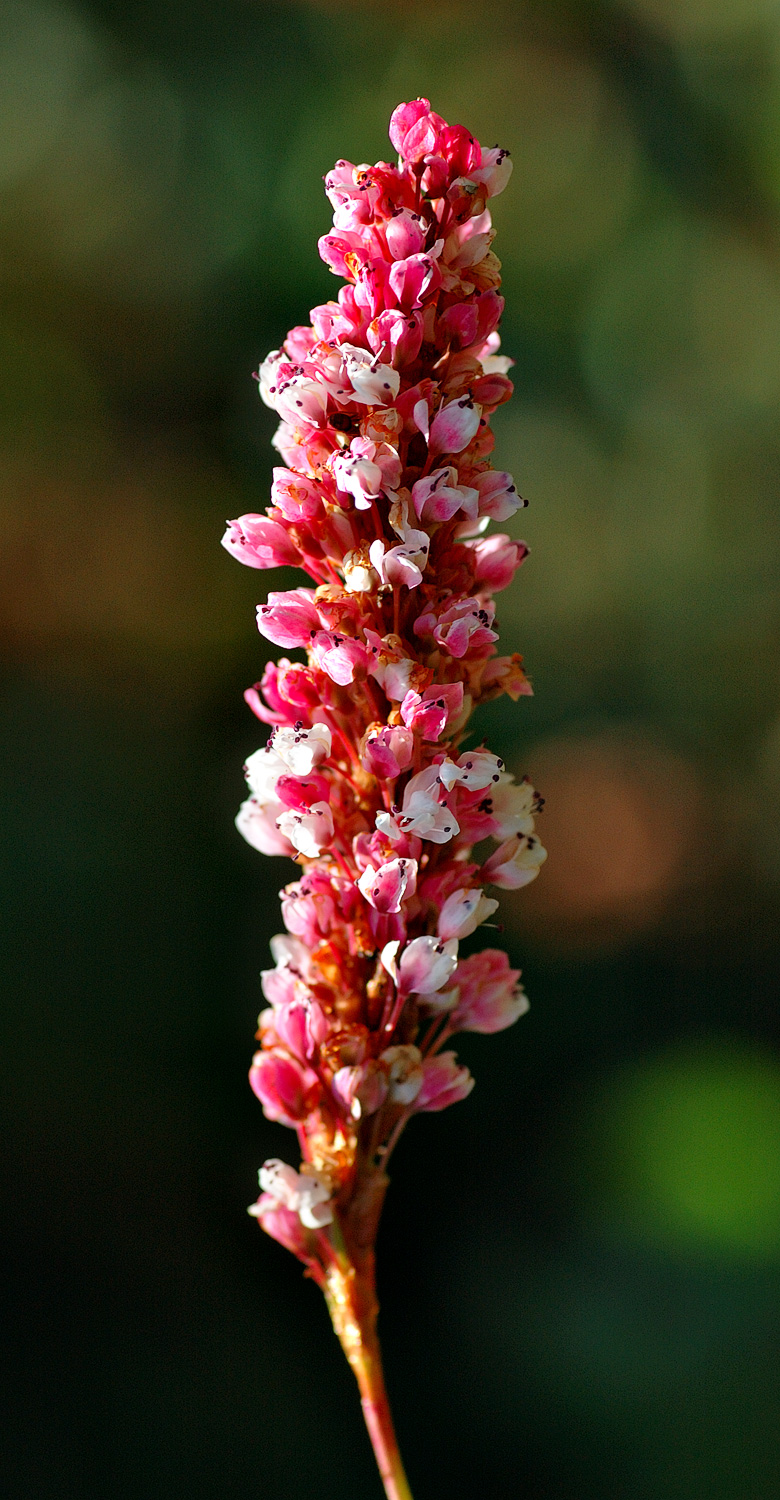
Inflorescência

Polygonales é uma ordem de plantas com flor, reconhecida por várias antigos sistemas de classificação, como o sistema Wettstein, revisto pela última vez em 1935, e o sistema Engler, na sua edição de 1964, e o sistema Cronquist, de 1981.
A sua circunscrição típica é:
- ordem Polygonales
família Polygonaceae

Nestes sistemas a ordem é colocada próxima da ordem Caryophyllales (ou da predecessora Centrospermae). Cronquist colocou esta ordem na sua subclasse Caryophyllidae.
Para a classificação filogenética esta ordem não existe. A família é atribuída à ordem Caryophyllales.